# Micratheninae
Micratheninae è una sottofamiglia di ragni appartenente alla famiglia Araneidae.
Il nome deriva probabilmente dal greco μίκρον, mìcron, cioè piccolo, di piccole dimensioni, e dalla divinità greca Ἀθήνα, Athèna, cioè Atena, figlia di Zeus che sfidata da Ἀράχνη, Aràchne, cioè Aracne sull'abilità nel tessere la tela la batté e la trasformò in ragno.

## Tassonomia
Al 2007, si compone di quattro generi:
- Chaetacis SIMON, 1895
- Micrathena SUNDEVALL, 1833
- Pronoides SCHENKEL, 1936
- Xylethrus SIMON, 1895